# Francisco de Cidón Navarro
Francisco de Cidón Navarro  (Valencia,  10 de diciembre de 1871 - Zaragoza, 29 de mayo de 1943) fue un pintor español  que en su hacer profesional conjugó la pintura con la realización de carteles publicitarios desde principios del siglo XX. Nacido en Valencia, su formación continuó en Barcelona y Madrid,  finalmente residiría en Zaragoza.

## Biografía

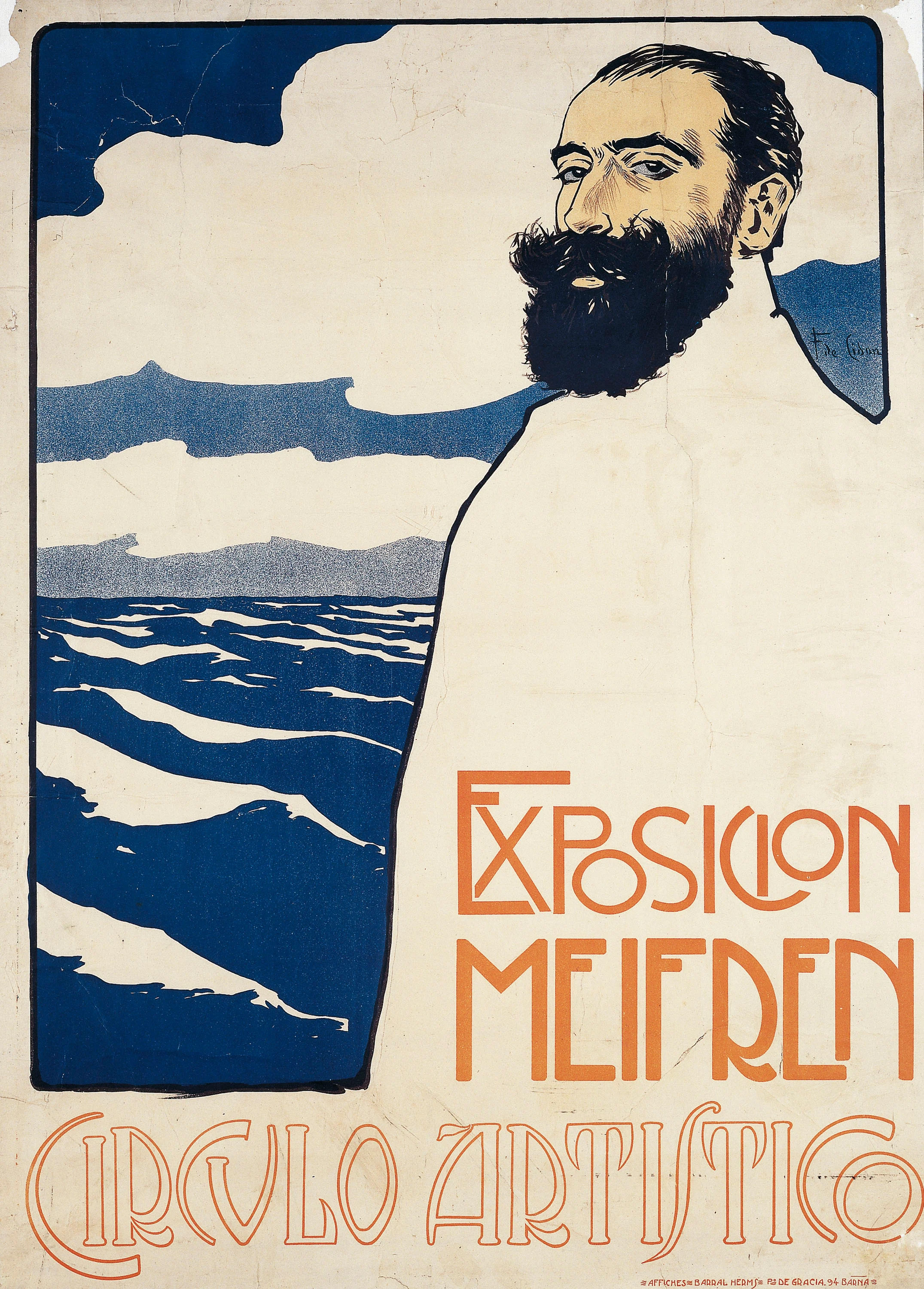
Exposición Meifrén (1902). Litografía en color sobre papel. Con una perfecta simplicidad de líneas y color representa la imagen del pintor y su relación con el mar.

Nacido el 10 de diciembre de 1871 en Valencia, su más temprana formación tuvo lugar en la Academia de San Carlos. Posteriormente marchó a la Escuela de Bellas Artes de Barcelona, donde conoció la estética del Modernismo.  Francisco de Cidón asumió con entusiasmo la cultura del cartel gráfico. En 1898 la marca de cava catalán Codorníu organizó un concurso para su imagen comercial y Francisco de Cidón obtuvo el tercer premio. Obtuvo también premios y medallas en diversas exposiciones nacionales y regionales.
Bajo el pseudónimo de Zeuxis (en honor al pintor griego Zeuxis) escribió en diversos medios como escritor, crítico de arte y defensor del patrimonio arqueológico.
Cidón se adapta completamente no solo a las exigencias de la marca sino a las propias de la disciplina del cartel. Logra unas imágenes muy refinadas en las que la estética modernista impera con un uso limitado de tintas. Las obras de esta época incluyen sus carteles más famosos, como el de la Exposición Eliseo Meifren de 1902, que en la actualidad se encuentra en los fondos del Museo Nacional de Arte de Cataluña.

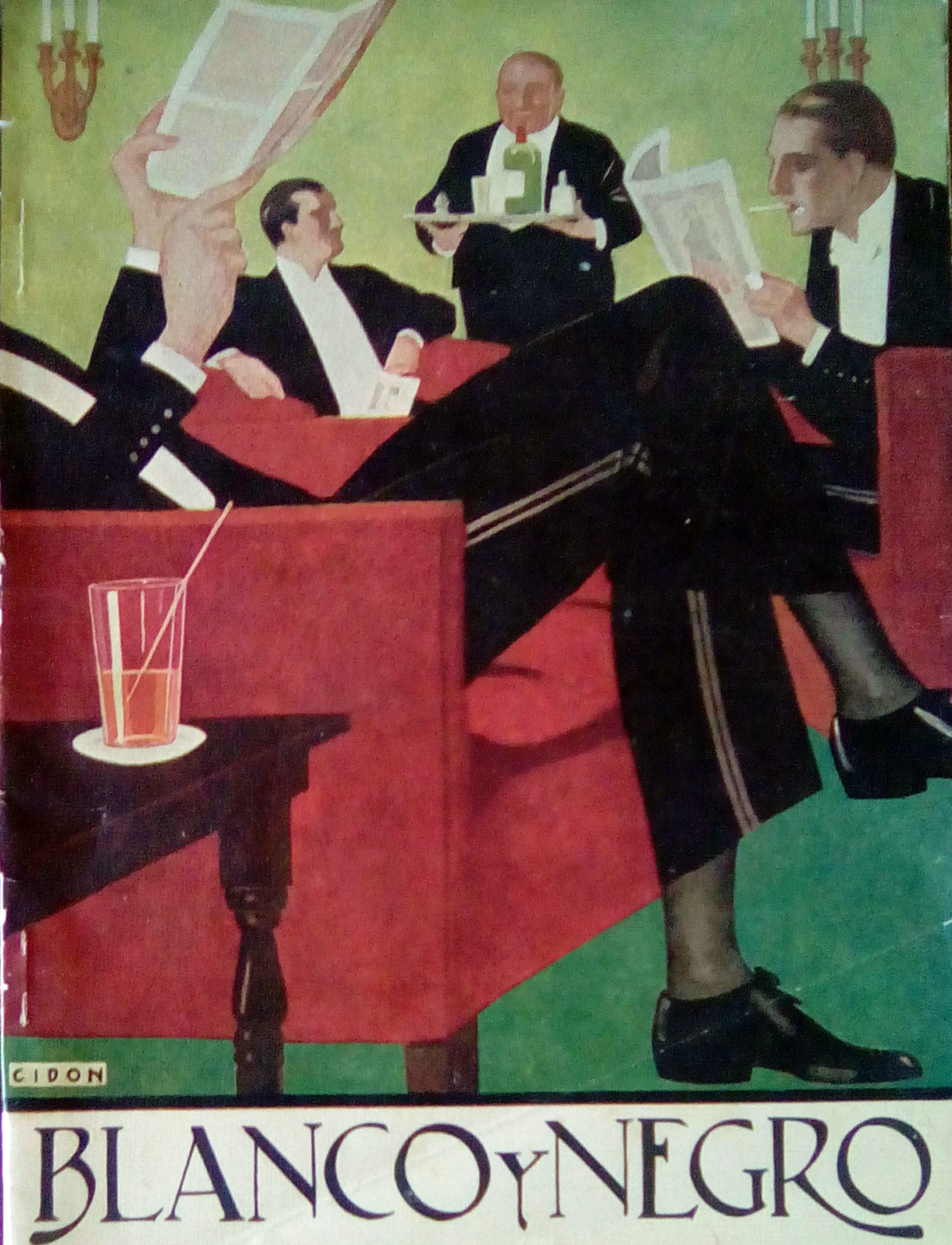
Revista Blanco y Negro

En 1903 marcha a Madrid, donde se forma con Joaquín Sorolla. En 1906 viaja a Paris y Biarritz, de donde se conservan unos interesantes cuadernos de apuntes que muestran el estilo de los atuendos femeninos de la época, que avanza desde el modernismo hasta el art decó.  Tras una estancia en Mahón, donde ocupa la cátedra de dibujo en el Instituto de la ciudad, fija su residencia entre 1907 y 1924 en Tarragona. A partir de 1924 se traslada a Zaragoza, donde es profesor de dibujo del Instituto Goya y reside hasta el final de su vida. En esta ciudad desempeña un papel notable en el Sindicato de Iniciativas y Propaganda de Aragón (SIPA) dedicado a la divulgación de las riquezas de la tierra y cultura aragonesa, escribiendo opiniones sobre arte a través de la revista Aragón.
En 1940 es nombrado académico de la Real Academia de Bellas Artes de San Luis.
Cidón fue ganador del concurso de carteles de las fiestas del Pilar en los años 1926 y 1927, siendo el primero en incorporar el traje regional aragonés. Durante los años 1919, 1921, 1922 y 1923  realizó ilustraciones para la portada de la revista Blanco y Negro. Ganó el segundo premio en el concurso convocado en el año 1919, al cual se presentaron más de setecientos artistas.  
Realizó portadas para la revista Aragón, así como una serie de carteles para los Almacenes el Águila. Sus carteles están considerados a nivel internacional y su nombre se halla unido a los orígenes de la publicidad en España. Sus composiciones se caracterizaron por el carácter sintético y esencial y por la bidimensionalidad de sus diseños.
Este trabajo se combina con la pintura de paisajes y retratos. Influenciado por Sorolla realizó dibujos y pinturas de Ansó y de ansotanos en su traje tradicional.
Tras el estallido de la guerra civil española Francisco de Cidón recorre el paisaje de la devastación de la guerra, realizando una colección de dibujos de pueblos y ciudades de Aragón arrasados. La exposición del Casino Mercantil de Zaragoza de 1942 mostró entre otras obras algunos de  éstos dibujos.
Falleció en Zaragoza el 29 de mayo de 1943 y poco después el Museo San Telmo de San Sebastián realizó una exposición póstuma en octubre de 1944.

## Obra

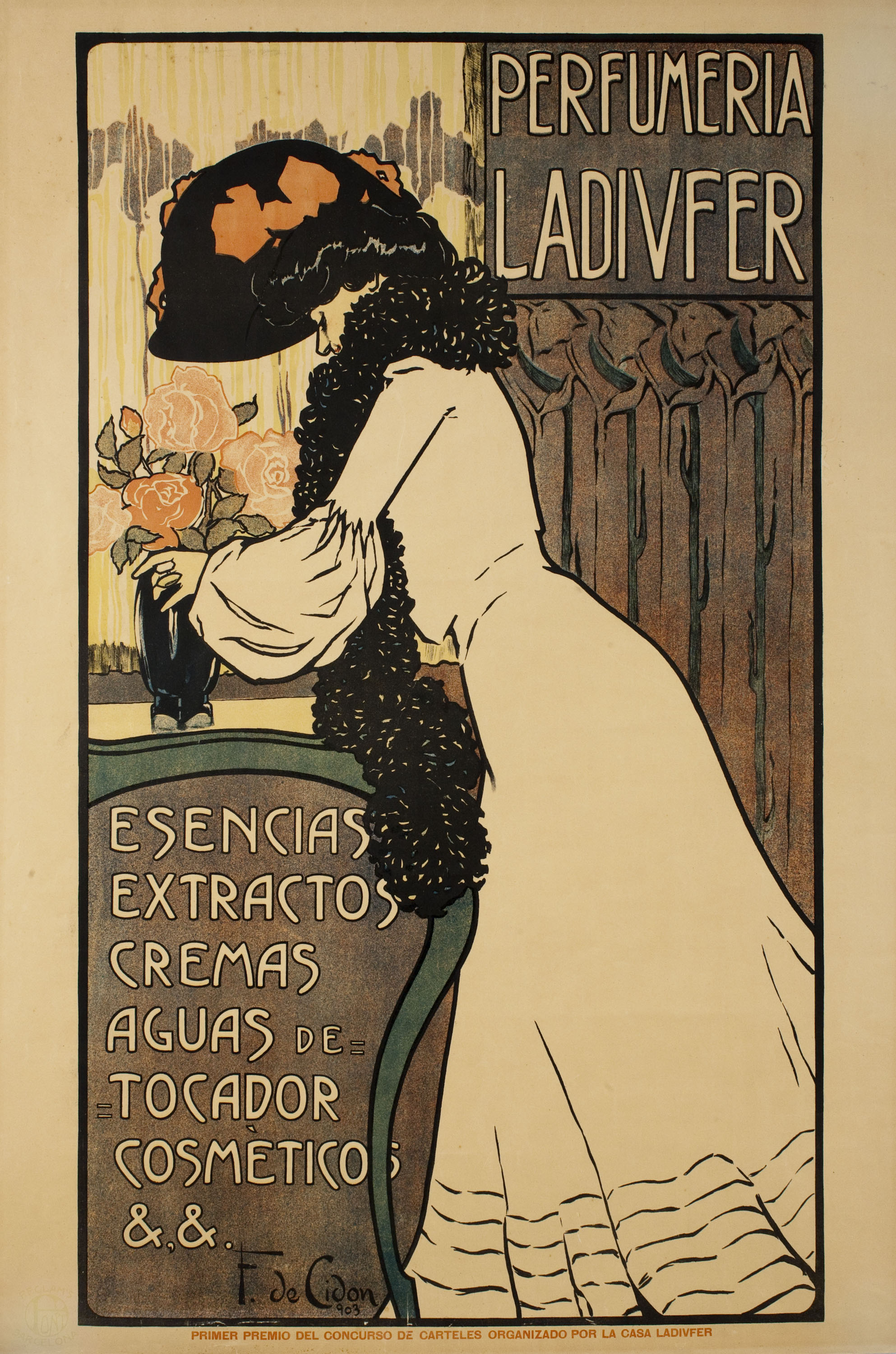
Perfumería Ladivfer, 1903. Litografía en color sobre papel. Esta obra sitúa al autor en la esfera de los principales cartelistas de la estética modernista, junto a pintores como Alexandre de Riquer, Maurice Utrillo o Ramón Casas.

### Cartelista
- Exposición Meifren (1902)[1]
- Perfumería Ladivfer (1903)[11]
- Diorama Boria Avall (1902)[12]
- Estudio para los cigarrillos París (hacia 1900)[13]
- Antigua Casa Soteras (1902)[14]
- A orillas del Ebro. Cartel Fiestas del Pilar (1926)[15]

Retrato de mujer junto al piano

- Fiestas del Pilar (1927)[16][7]
- Semana Santa de Tarragona (1929)
- Carteles de Almacenes El Águila

### Ilustrador gráfico
- Revista Blanco y negro (1919-1923)
- Revista Aragón (1928)
- Ex libris de Domingo Corominas
- Ex libris de Josep Yxart y de Moragas

### Pintor
- Autorretrato (1934)
- Ansó
- Retrato de mujer junto al piano

### Dibujante
- Pueblos de Aragón devastados por la guerra[9]
- Cuadernos de apuntes y viajes.

## Premios y distinciones

### Como cartelista
- 1902 - Círculo Artístico de Barcelona, Diorama «Boria Avall»
- 1903 - Valencia, Papel de fumar P. Soler, Círculo Artístico de Barcelona, Perfumería Ladivfer, y Madrid, La Industrial Madrileña
- 1911 - Ayuntamiento de Barcelona, Exposición de retratos antiguos y modernos
- 1918 - Barcelona, Lámparas Z
- 1919, 1921, 1922 y 1923; revista Blanco y Negro
- 1926 y 1927. Ayuntamiento de Zaragoza, fiestas del Pilar[3]

### Como pintor
- 1904 - Mención honorífica en la Exposición Nacional de Bellas Artes, sección dibujo, y medalla de plata, sección arte decorativo
- 1906 - Mención honorífica en la Exposición Nacional de Bellas Artes, sección dibujo, y diploma y medalla de bronce en la Internacional de Bellas Artes del Centenario de Chile
- 1909 - Medalla de oro en la Exposición Regional de Valencia y diploma y medalla de oro en la Exposición Regional de Santiago de Compostela
- 1910 - Medalla de bronce en la Exposición Nacional de Valencia
- 1920 - Medalla de plata en la Exposición Nacional.

## Galería de imágenes

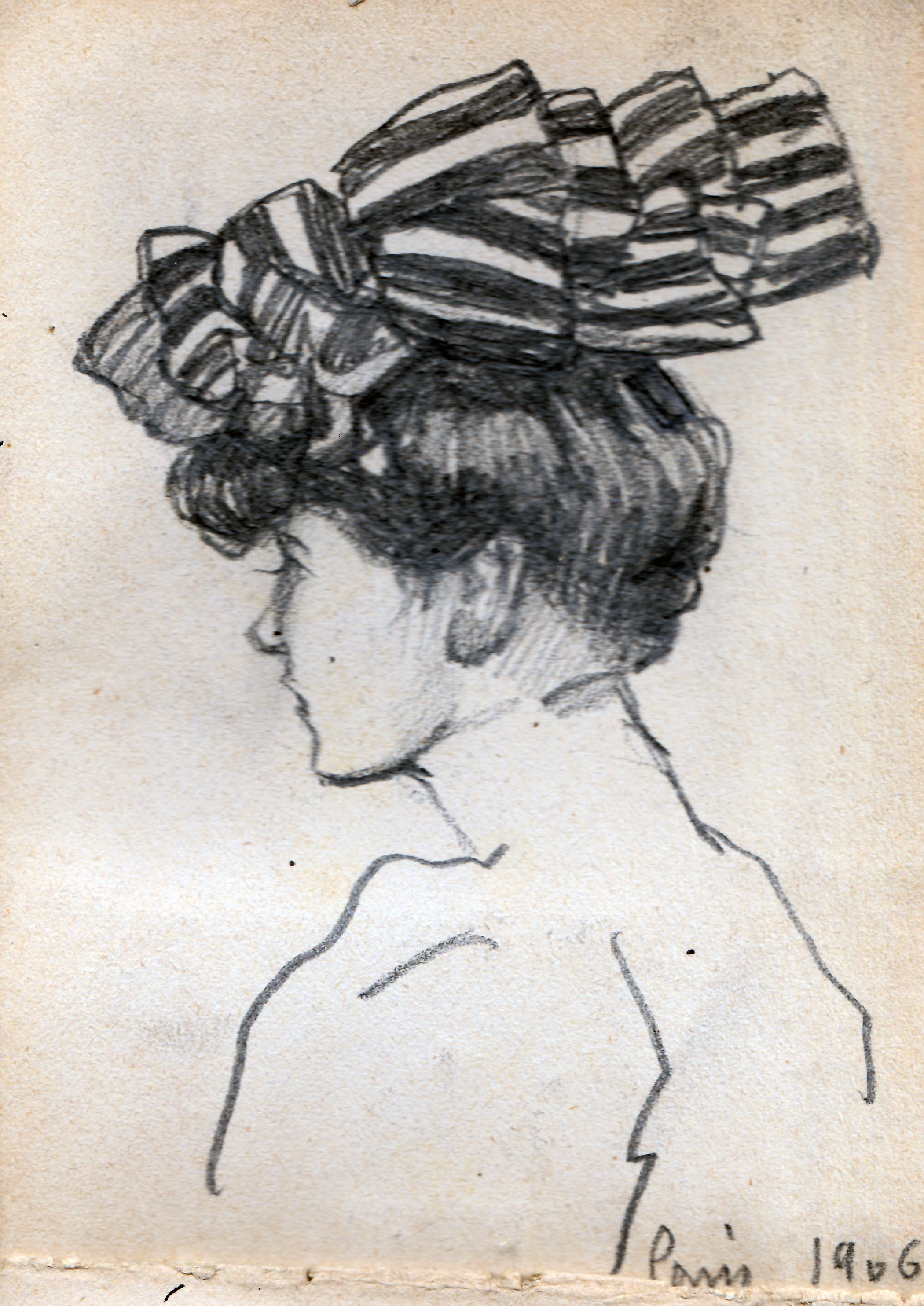
Apunte, 1906
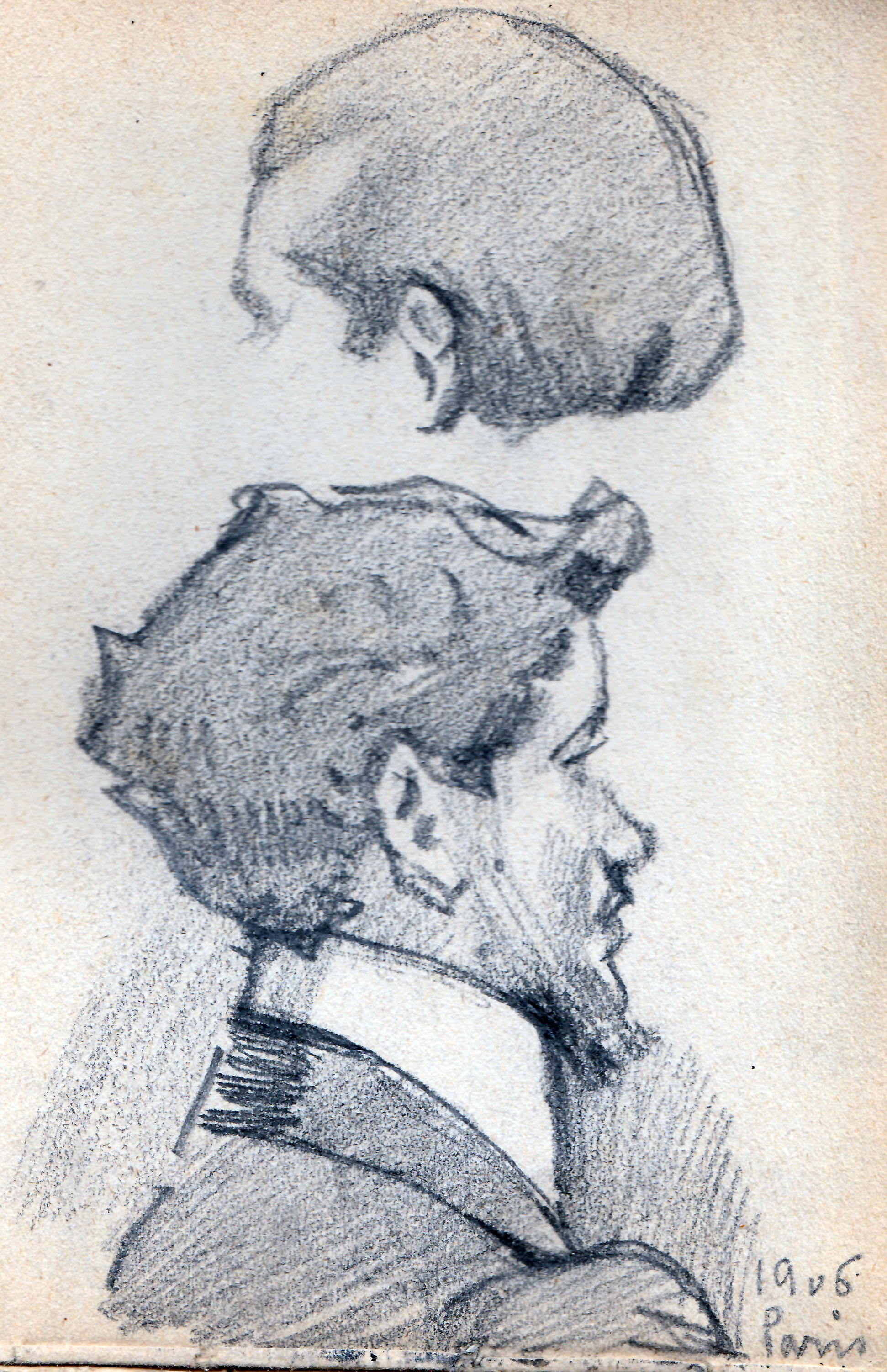
Apunte, 1906
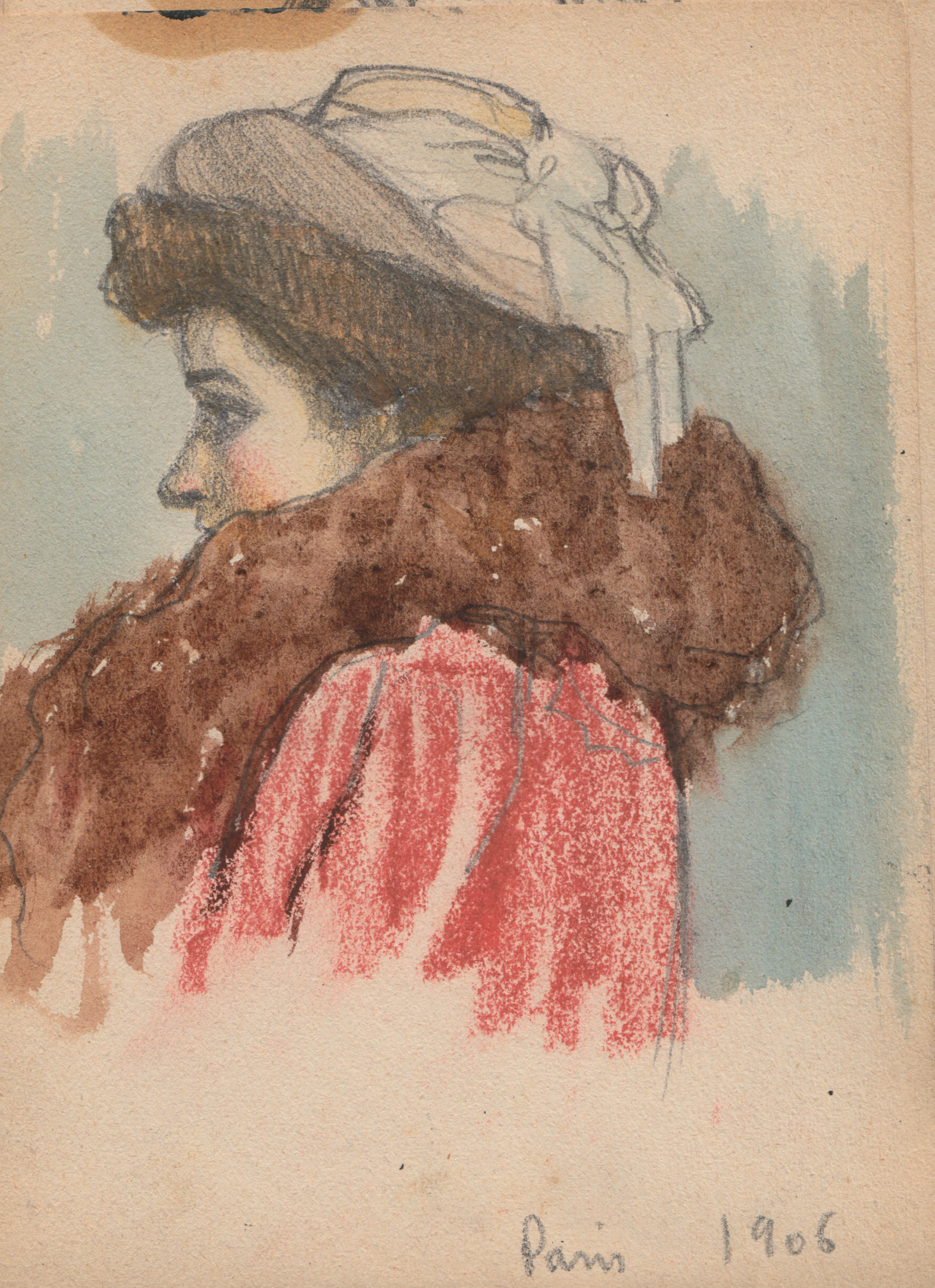
Apunte, 1906
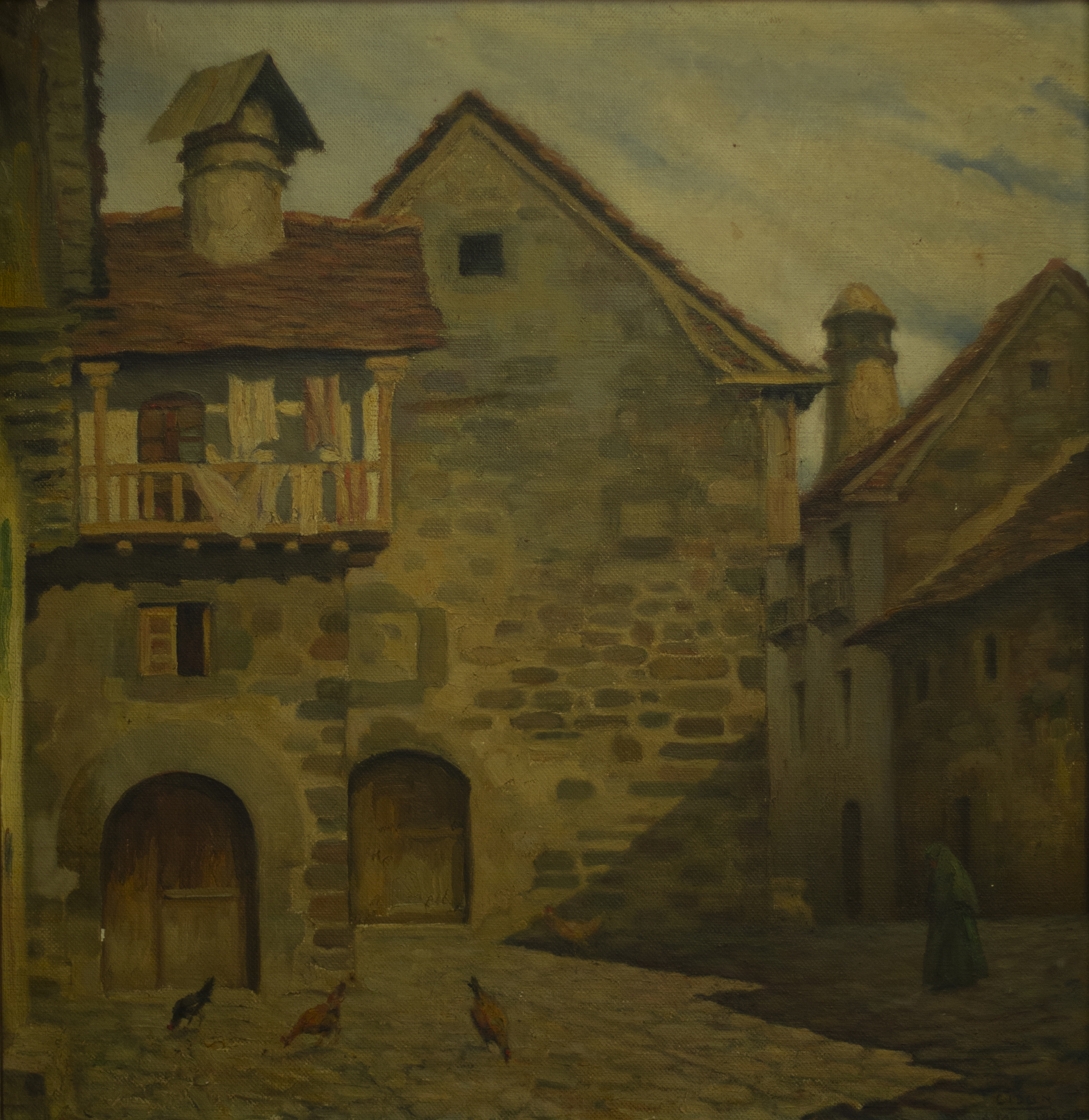
Ansó
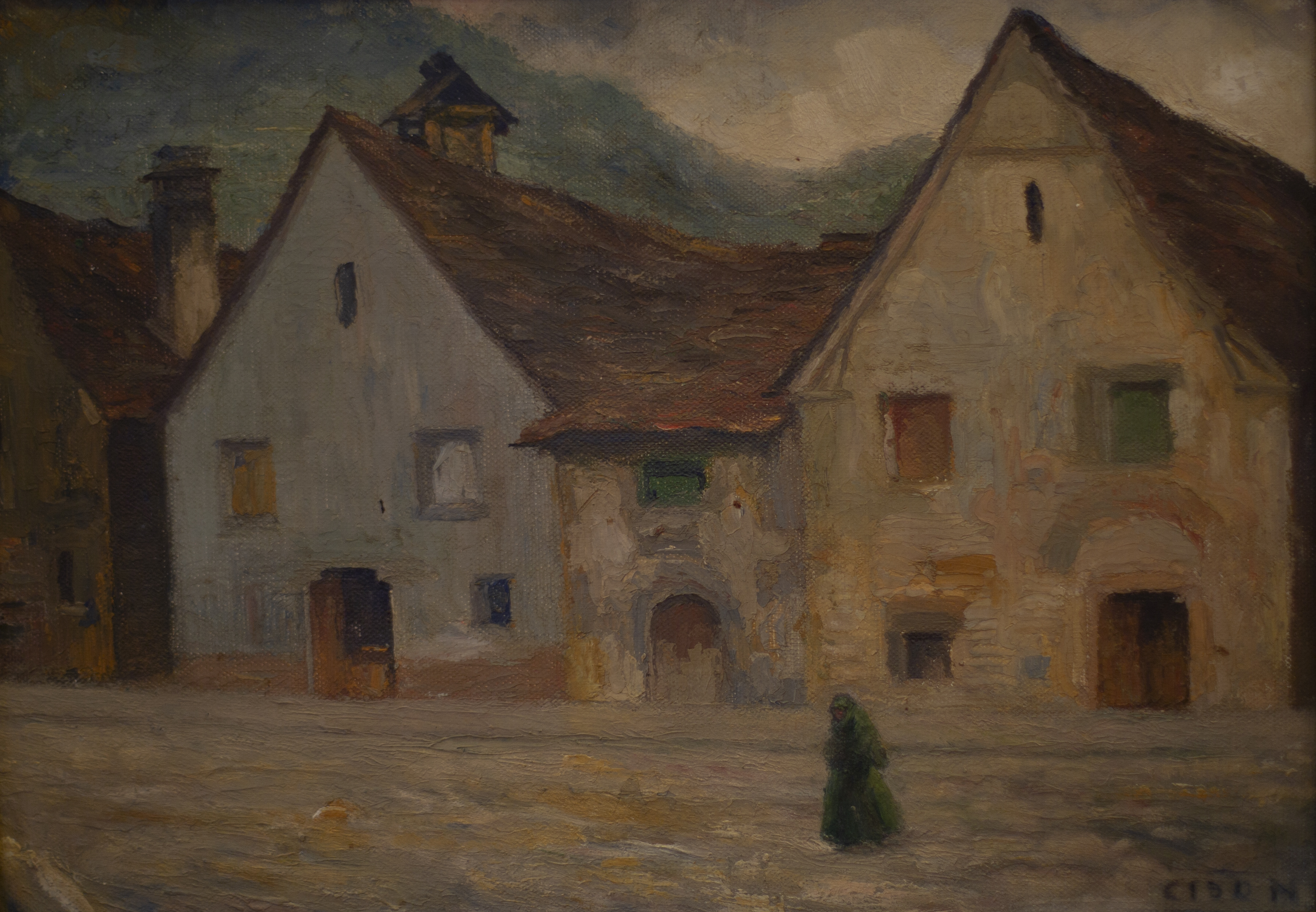
Ansó
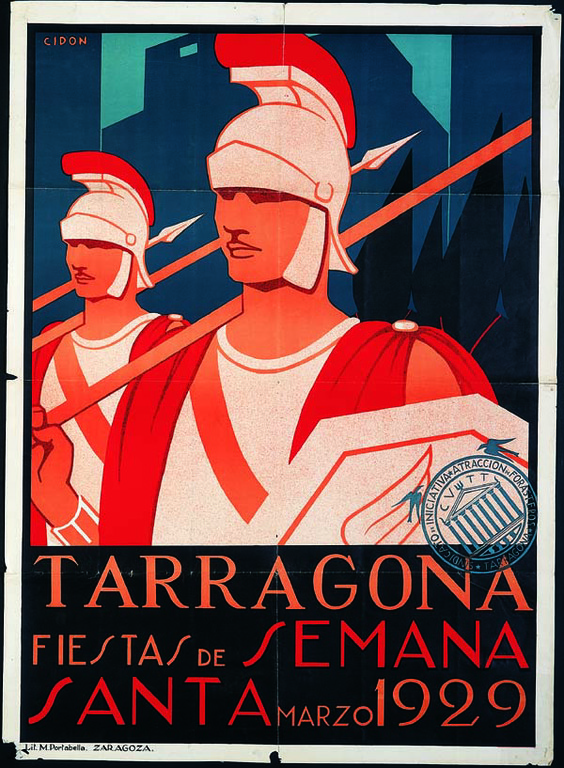
Cartel de la Semana Santa, 1929
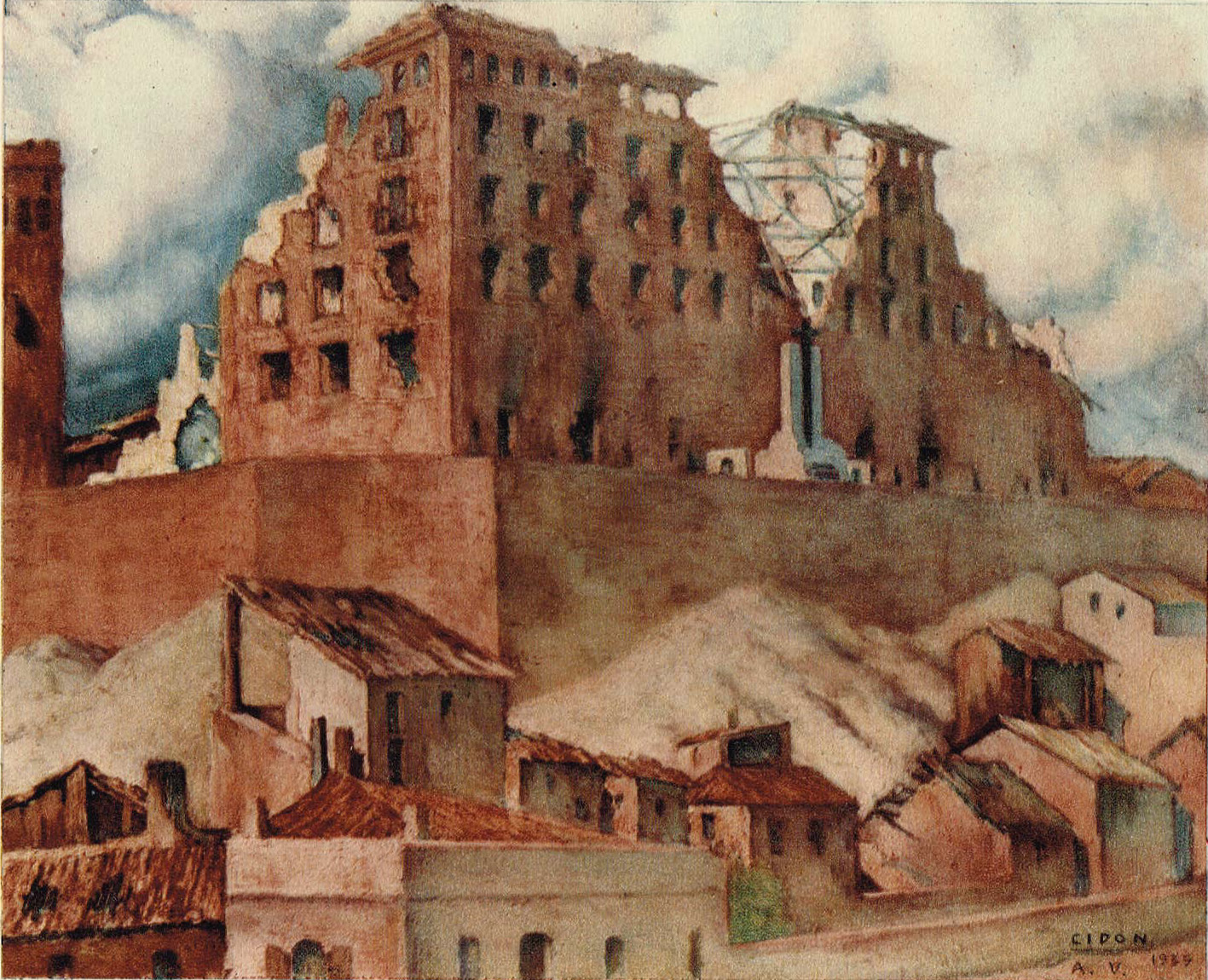
Teruel
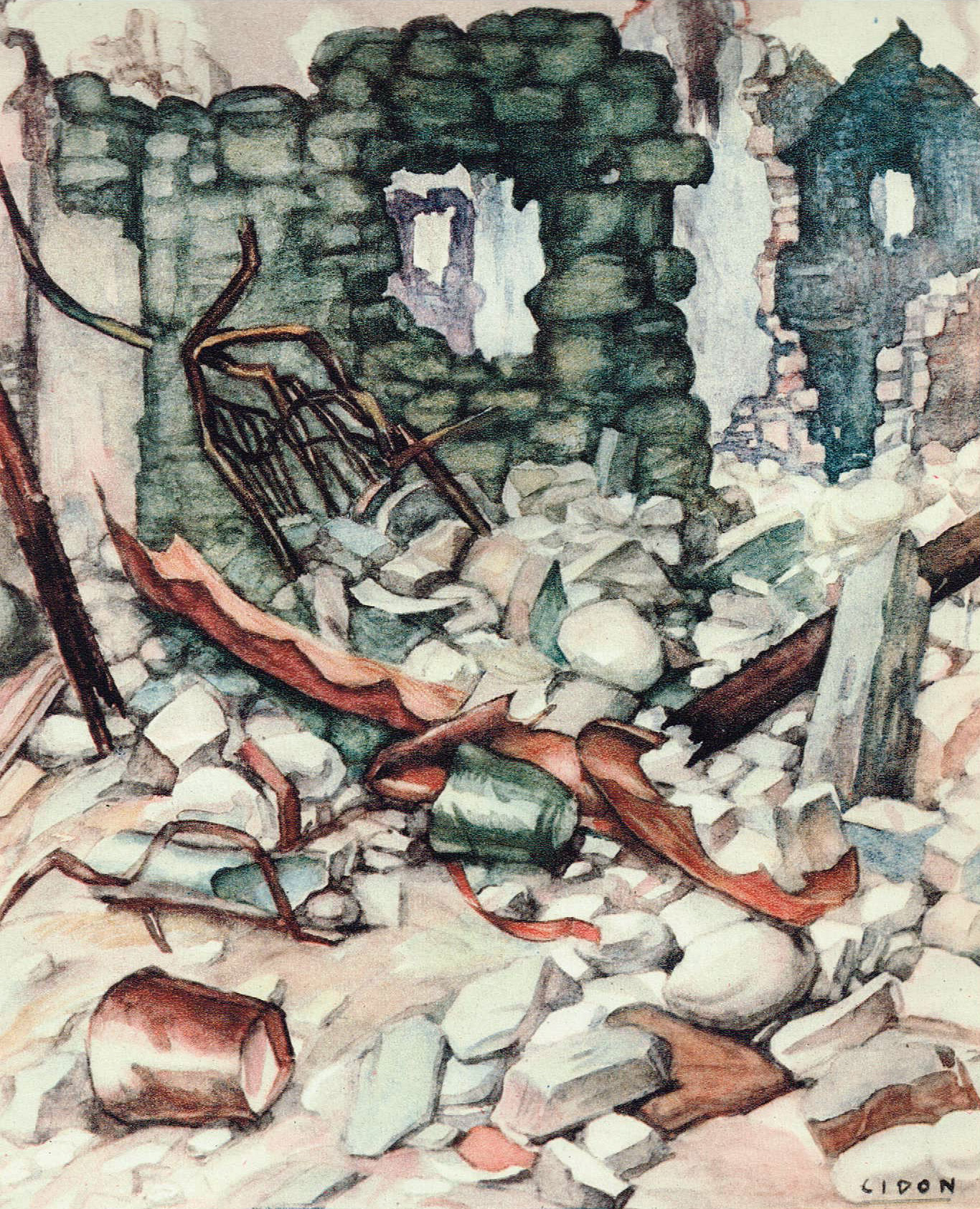
Bielsa
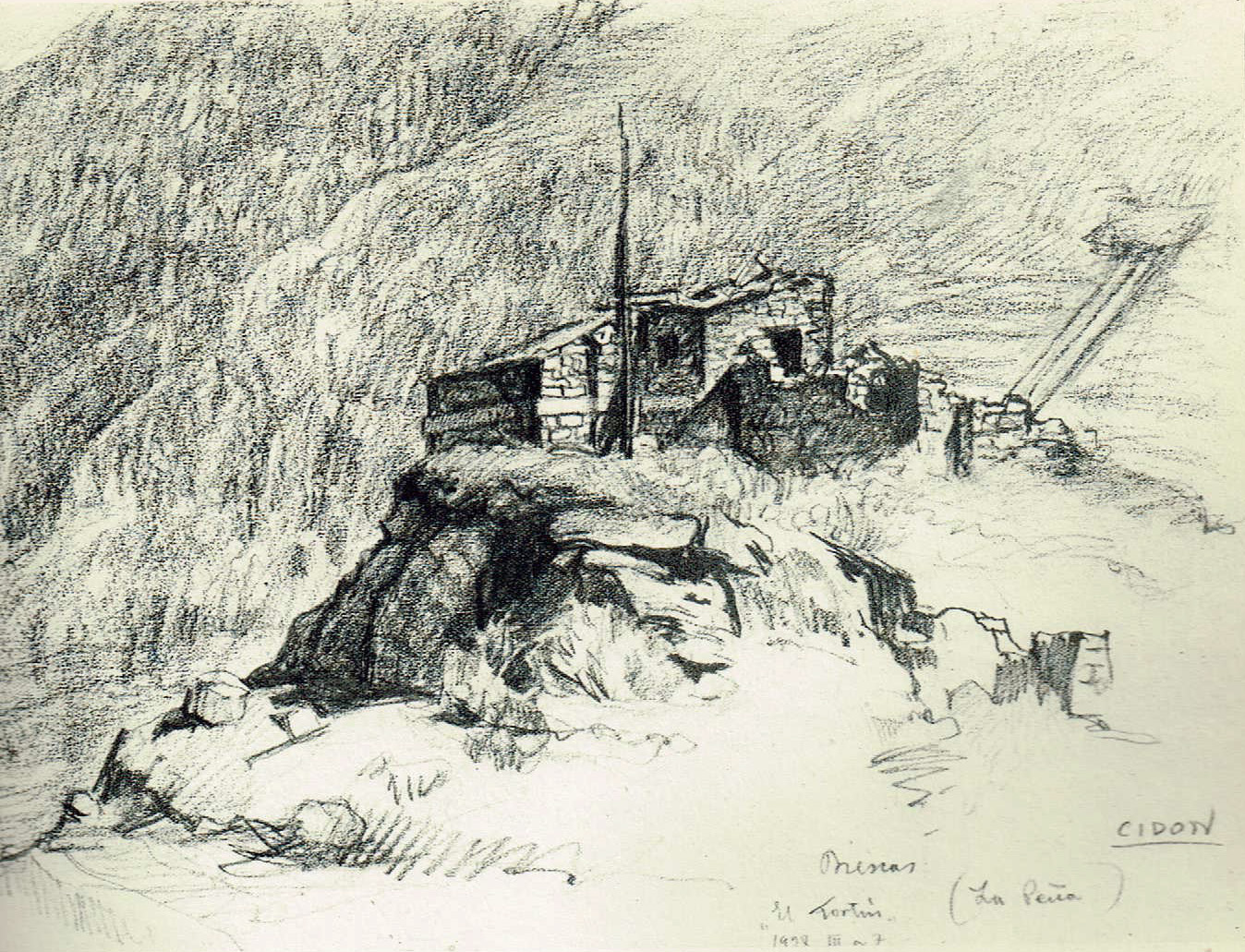
Biescas
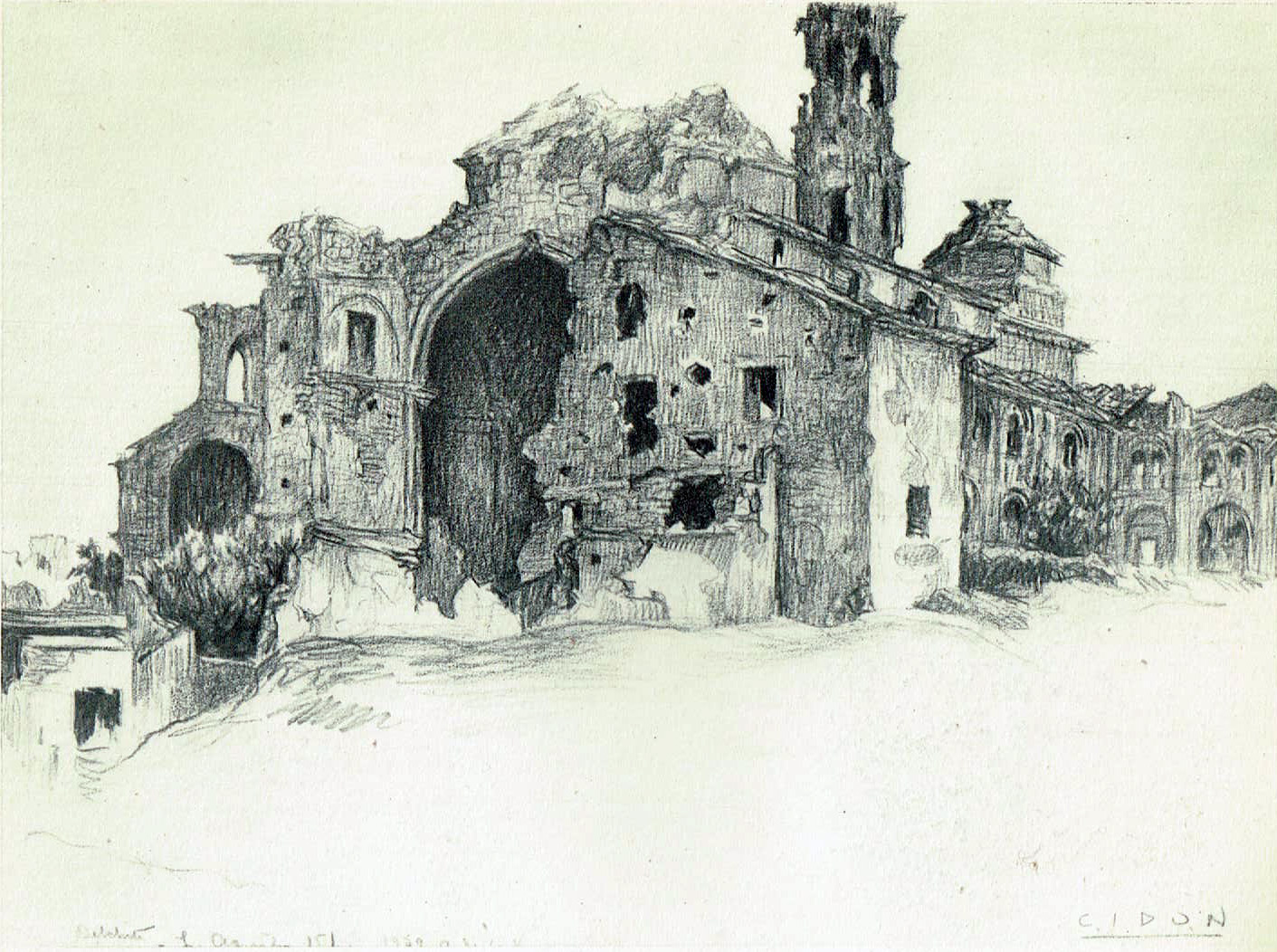
Belchite